# إل. هارفي سميث
إل. هارفي سميث (بالإنجليزية: L. Harvey Smith)‏ هو سياسي أمريكي، ولد في 19 ديسمبر 1948. حزبياً، نشط في الحزب الديمقراطي. وقد انتخب عضو مجلس ولاية نيوجيرسي وانتخب عضو جمعية نيوجيرسي العامة وانتخب Mayor of Jersey City, New Jersey ‏.